# مارگو همینگوی
مارگو همینگوی (انگلیسی: Margaux Hemingway؛ ۱۶ فوریهٔ ۱۹۵۴ – ۱ ژوئیهٔ ۱۹۹۶) یک هنرپیشه، و مانکن اهل ایالات متحده آمریکا بود.
وی نوه ارنست همینگوی و خواهر ماریل همینگوی بود.